# Вальтер Ротманн
Вальтер Ротманн (нім. Walter Rautmann; нар. 30 серпня 1945, Лінц, Австрія) — автсрійський футболіст та тренер, виступав на позиції півзахисника.

## Кар'єра гравця
Народився в місті Лінц, футбольну кар'єру розпочав у місцевому ЛАСКу. У 1965 році перебрався в канадський «Монреаль Італіка», потім грав за «Паверлайнс».
Не маючи змоги укласти контракт з американськими клубами, Вальтер разом з декількома іншими білими австрійцями перебрався до Південної Африки у 1960-х роках. У 1971 році грав у південноафриканських клубах «Береа Парк» та «Хайлендс Парк». Наступного року перебрався до Німеччини, де виступав за «Герту» та «ЛБФ Фьонекс». У 1973 році повернувся до ПАР, де спочатку виступав за «Гермінстон Колліс», потім став граючим тренером клубу «Морока Шеллоуз», першому клубі Ротманна, в якому грали чорношкірі футболісти. З того часу він тренував виключно клуби, де виступали чорношкірі футболісти. У південноафриканських клубах отримував прізвисько «Містер фізична підготовка», «Містер Матч», «Північний лев» за його надприродну здатність врятувати клуби від вильоту. Також Вальтер допоміг деяким південноафриканським футболістам перебратися до Австрії, де вони стали першими легіонерами з ПАР. У 1975 році провів 9 поєдинків у футболці «Даллас Торнадо». Завершив кар'єру футболіста 1976 року виступами за намібійський клуб СК «Віндгук».

## Кар'єра тренера
По завершенні кар'єри гравця розпочав тренерську діяльність. Спочатку тренував «АмаЗулу», а потім — «Рабалі Блекпул». Під час роботи у клубі колишнього футболіст Гора Ебрагім вдарив австрійця, після того як його обрали для заміни, з тих пір Вальтер не спілкувався з Ебрагімом.Після відходу з «Рабалі Блекпул», очолив «Морока Шеллоуз». У 2000 році призначений головним тренером «Африкан Вондерерз». З 2001 по 2002 рік очолював «Тембісу Классик». Наступного року тренував «Блек Леопардс». Того ж року став новим головним тренером «Танда Роял Зулу», а в 2006 році перейшов на аналогічну посаду в «Пі Джей Старз». З 2006 по 2009 рік очолював клуби «Гаранкува Юнайтед» та «Вельюз Рокетс»
Наприкінці 2009 року на короткостроковий період став головним тренером свазілендського клубу «Мбабане Шеллоуз» з Прем'єр-ліги Свазіленду, щоб допомогти малійцю Алу Бадарі підготувати команду до матчу Ліги чемпіонів КАФ проти «Суперспорт Юнайтед», проте вже на початку січня 2010 року залишив команду. Тим не менше він поскаржився на незадовільний стан тренувального поля «Ластівок» перед матчем, звинувативши у поразці в національному кубку від «Амагаагасі» саме стан газону. Пішов у відставку вже через місяць, назвавши головною причиною такого кроку відсутність взаємопорозуміння з Алу Бадарою.
У 2016 році тренував аматорський колектив «Керсдорп Сіті».
Заявив, що футбол у Південній Африці дуже корумпований.

## Особисте життя
Одружився з Лінн у 1968 році, Вальтер вільно володіє англійською, нідерландською та африкаанською мовами. Син, Міхаель, народився 1976 року.
Ще в 2015 році Ротманн ледь не помер, коли його серце зупинилося на 20 секунд, проте його вдалося реанімувати.